# Ramsbottom
Ramsbottom är en ort i grevskapet Greater Manchester, Storbritannien. Den ligger i distriktet Bury och riksdelen England, i den centrala delen av landet, 280 km nordväst om huvudstaden London. Antalet invånare är 17 738.